# Ex post
Ex post (Latijn, achteraf of na afloop) zijn beschouwingen die achteraf plaatsvinden. Het is het tegenovergestelde van ex ante.
Deze term wordt vooral gebruikt in relatie tot evaluaties. Een ex post-evaluatie wordt uitgevoerd als het onderwerp van evaluatie al afgelopen is. De evaluatie vindt dus plaats na de uitvoering. In tegenstelling tot een ex ante-evaluatie wordt er niet voor de uitvoering gekeken naar mogelijke wijzigingen aan de plannen, maar alleen naar de resultaten van de uitvoering.